# Иоанно-Богословский монастырь (Ершовка)
Иоанно-Богословский монастырь — женский православный монастырь Архангельской епархии, расположенный в деревне Ершовка Приморского района Архангельской области.
При монастыре находят приют девочки и женщины, попавшие в сложную жизненную ситуацию.

## История
Основан 31 октября 1994 года по благословению епископа Архангельского и Мурманского Пантелеимона как женская община.
В 1994—1996 годах сёстры безуспешно пытались вернуть церкви здание Архангельского подворья бывшего Иоанно-Богословского-Сурского женского монастыря.
В 1996 году по благословению епископа Архангельского и Холмогорского Тихона монастырь переносится в деревню Ершовка Приморского района Архангельской области.
Настоятельница — матушка Афанасия (Руднева). При монастыре действует приют для девочек-сирот.